# Mrs. Wiggs of the Cabbage Patch

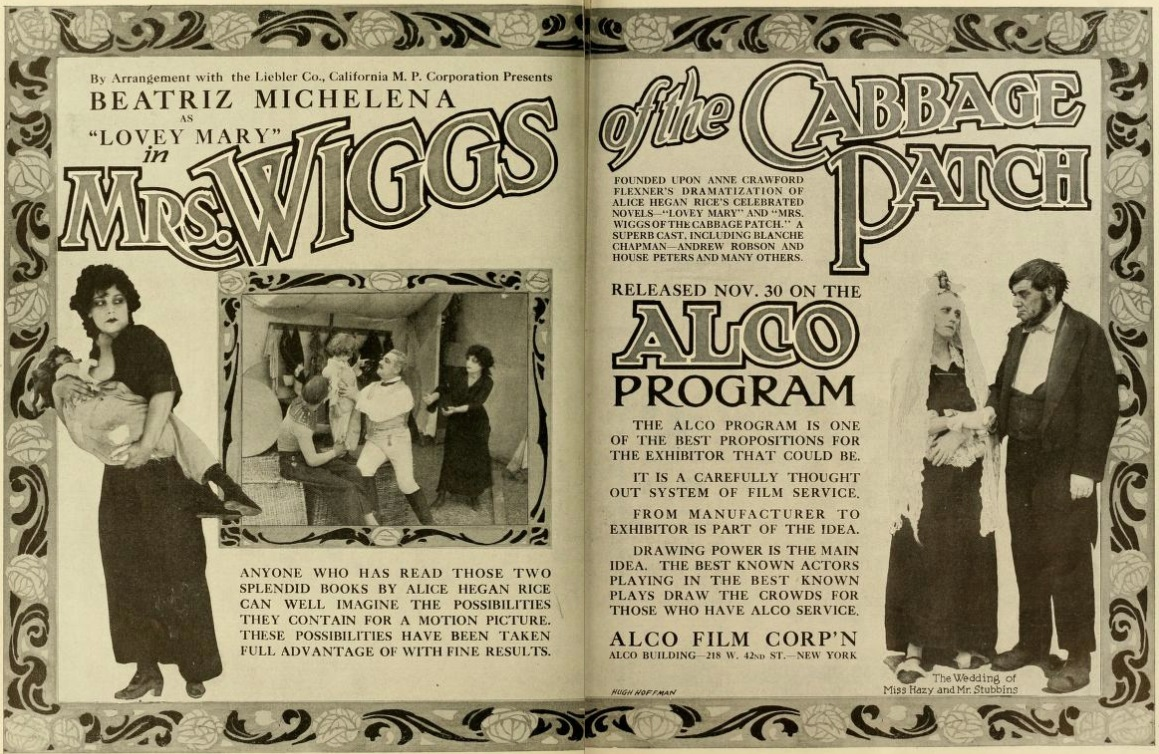

«Mrs. Wiggs of the Cabbage Patch» — американский короткометражный драматический фильм Харольда Энтвистла.

## Сюжет
Фильм рассказывает о женщине, которую оставил супруг, в результате чего ей приходится в одиночку содержать своих детей и надеяться, что муж вернётся...

## В ролях
| Актёр            | Роль         |
| ---------------- | ------------ |
| Беатриз Микелена | Мэри         |
| Бланш Чэпман     | миссис Виггс |
| Эндрю Робсон     | Хирам Виггс  |
| Хаус Питерс      | Боб          |
| Ла Белль Кармен  |              |
| Белль Беннетт    |              |
| Уильям Пайк      |              |